# Эль-Бутнан
Эль-Бутнан (араб. البطنان‎) — административный район в Ливии. Административный центр — город Тобрук. Площадь 84 996 км². Население 159 536 человек (2006 г.).

## Географическое положение
На севере Эль-Бутнан омывается водами Средиземного моря. На востоке граничит с Египтом. Внутри страны он граничит со следующими муниципалитетами: Дерна (северо-запад), Эль-Вахат (юго-запад). Помимо Тобрука есть ещё два крупных города — Эль-Джагбуб и Бардия.
Муниципалитет является частью исторической области Киренаики.